# Ana Rech
Anna Maria Pauletti Rech, mais conhecida no Brasil como Ana Rech (Pedavena,  01 de outubro de 1828 — Caxias do Sul, 16 de maio de 1916) foi uma imigrante italiana, a principal fundadora do distrito que leva seu nome na cidade de Caxias do Sul.

## Biografia

### Primeiros anos
Filha de Giovanni Pauletti e Maria Domenica Roncen (casados em 04 de fevereiro de 1807), tendo por avós paternos Gaetano Paoletti e Maria Bordi, Anna nasceu às seis horas da manhã do dia primeiro de outubro de 1828, tendo sido batizada por D. Geremia Coletti. Casou-se em Murle com Osvaldo Rech em 20 de novembro de 1847. Assim como ela, era filho de agricultores pobres sem terras próprias, vivendo como arrendatários. Com ele teve nove filhos, sete sobrevivendo à infância: Angelo, Giuseppe, Vittorio, Giovanni, Libera, Teresa e Giovanna.

### Imigração

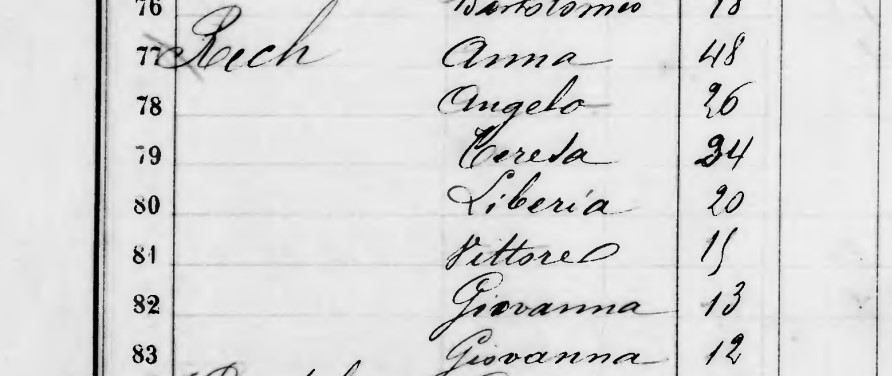
Lista de Passageiros do Navio Salier - Registro de Anna Maria Pauletti Rech e Família

Seu marido faleceu em 24 de dezembro de 1875 e a viúva passou a enfrentar sérias dificuldades econômicas. Não restando opção em sua terra natal, a saída seria emigrar, acompanhando um grupo de vizinhos e conhecidos. Em abril de 1877 tomou posse do Lote 104 no Travessão Leopoldina, na antiga Colônia Caxias, e seu filho mais velho, Angelo, assumiu a posse de um lote contíguo, número 102, que juntos compreendiam vários hectares.
Essas terras ficavam junto de um caminho muito utilizado por tropeiros, e percebendo as possibilidades, Anna abriu uma hospedaria junto com um pequeno comércio, e criou um potreiro bem abastecido para o descanso dos animais. Logo seu negócio se tornou conhecido e frequentado.
Ao mesmo tempo Anna adquiria grande respeito na comunidade que ia se formando ali com a chegada de outros imigrantes. Tornou-se notória pela sua prontidão em ajudar os necessitados, doou várias frações de terra para a construção da igreja e do cemitério, e vendeu a baixo preço, em nome dos fins a que se destinava a venda, um grande lote de terra para a construção do colégio e do convento camaldulense.
Anna foi uma das principais incentivadoras da devoção a Nossa Senhora de Caravaggio na comunidade. A igreja que ajudou a fundar se tornou a Matriz do povoado e foi dedicada a esta devoção.

## Reconhecimento

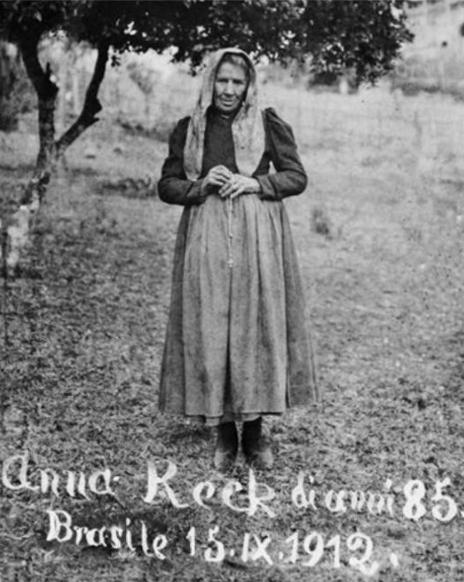
Ana Rech em 1912

Com um negócio florescente e uma fama pessoal se espalhando longe, sua presença tornou notório o local onde vivia e, fundindo-se a ele, acabou se tornando um ponto de referência geográfica em toda a região. Em 1906 o nome do lugar como "Ana Rech" já aparece gravado em um registro oficial, e em 1927 o distrito foi emancipado levando o nome da pioneira. A emancipação foi anulada no ano seguinte, mas o nome foi conservado. Conforme Dall'Alba et alii, historiadores da comunidade:
"Não foi pelo simples fato do pouso que levou esse nome. Anna Rech, favorecendo a construção da Igreja, favorecendo a construção dos colégios, loteando suas terras, de fato, tornou-se a fundadora. E o nome ficou cercado pelo respeito e reverência dos seus contemporâneos. A 'velha' Anna Rech era uma personalidade que se destacou por suas iniciativas, por sua atividade caridosa, pela amizade que a ligava a quase todas as famílias da região. Era muito prestativa. [...] Não media tempo para atender as senhoras que precisassem, nem a assustavam as péssimas estradas vicinais. Cobrava cinco mil-réis por parto, de quem podia, mas, em certos casos, além de não cobrar, ainda levava uma galinha e alimentos para a parturiente. Montava a 'cavaloto', na mula, e às vezes voltava encharcada de barro, ou molhada, tiritando de frio. Era convidada em todos os casamentos e festas. Tinha afilhados de batismo, 'fiossi', em toda a parte. Os do campo, os 'brasileiros', pediam-lhe a benção: 'benção, madrinha!'. De início nada respondia. Foi depois instruída a responder 'que Deus te abençoe'. [...] A 70 anos de sua morte, são muitos os anciãos que a lembram, velhinha, sorridente, de terço na mão, como na fotografia que a retrata nos últimos anos de vida".

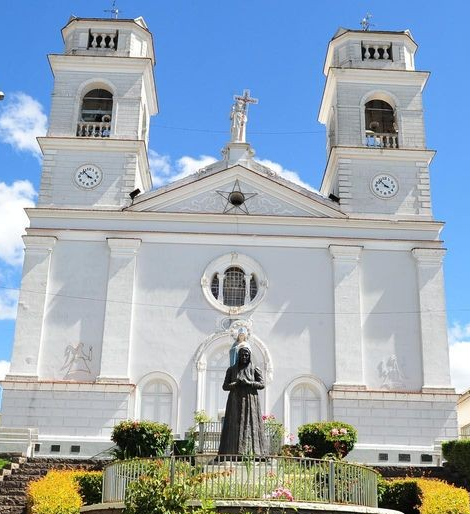
Monumento em homenagem à pioneira Ana Rech, em frente à Igreja Nossa Senhora de Caravaggio

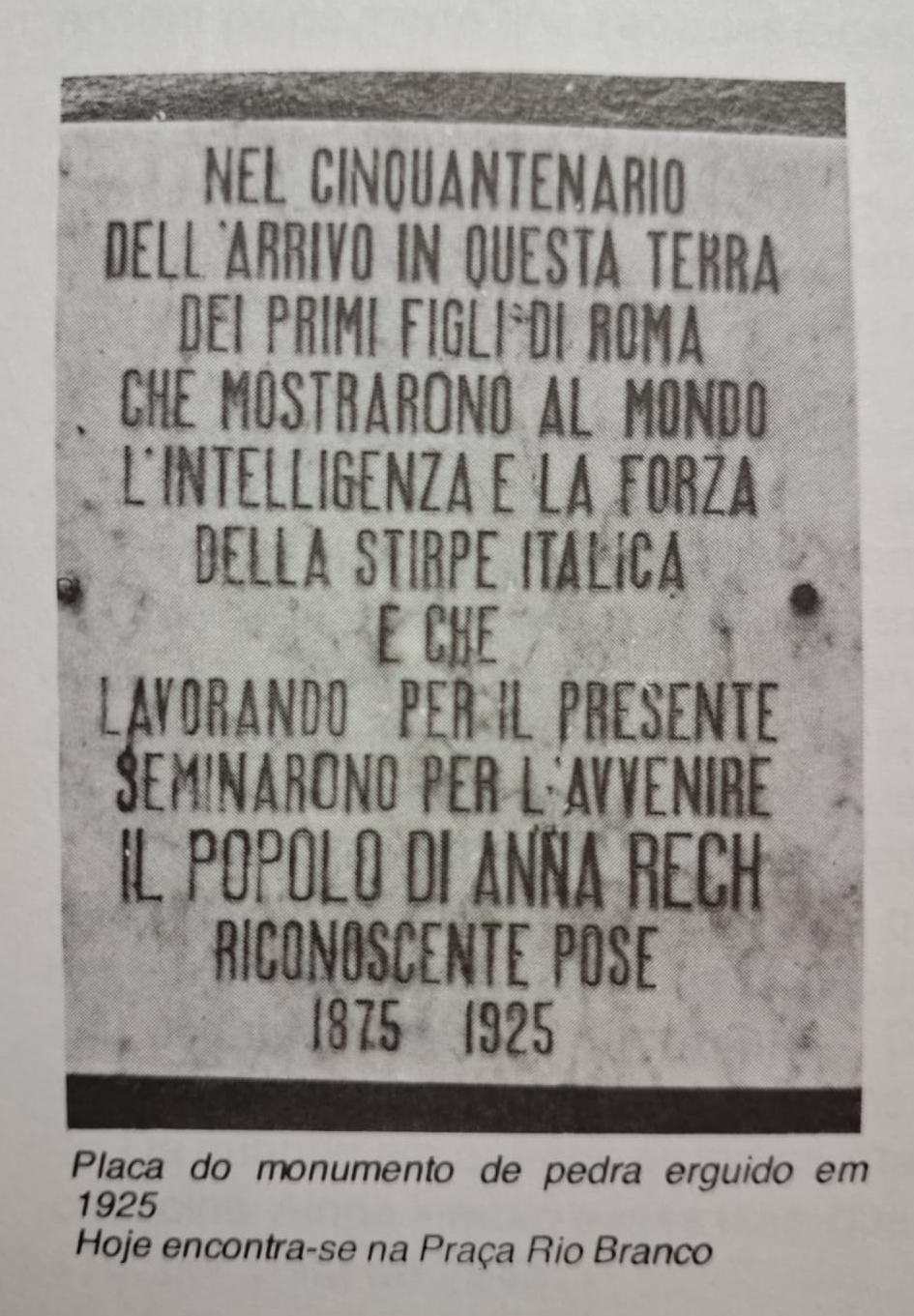
Placa comemorativa, Ana Rech 1925

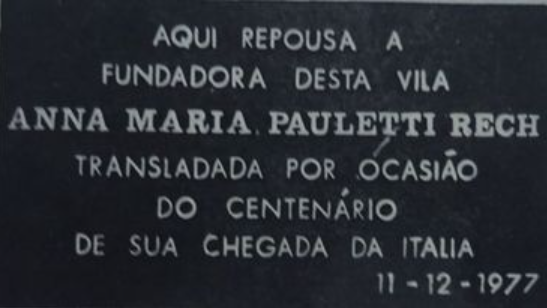
Placa por ocasião do centenário da chegada ao Brasil de Anna Rech

Em 1977, nas comemorações do centenário da imigração italiana no estado, foi inaugurada em sua homenagem uma estátua de bronze em tamanho natural, criada por Bruno Segalla. A obra teve por modelador Miguel Angel Laborde, com a fundição pela antiga Siderúrgica Tomé. Foi instalada no largo diante da Matriz de Nossa Senhora de Caravaggio. Durante a inauguração, os restos mortais da pioneira foram transladados do cemitério para o interior da Matriz. Em 2016 o centenário de sua morte foi lembrado em matéria de Rodrigo Lopes no jornal Pioneiro.
Em 2017 o Legislativo caxiense homenageou seus 140 anos de nascimento ressaltando sua vida de trabalho e heroísmo e sua visão humanitária. Uma placa comemorativa foi entregue aos seus descendentes.
Hoje sua figura é vista na região de Caxias como um dos símbolos da imigração italiana no Rio Grande do Sul. Nas palavras da pesquisadora Maíra Vendrame:
"Pelo que sabemos, em vida não recebeu maiores homenagens, mas apenas o respeito e a veneração devidas a uma mulher forte, de espírito profundamente cristão e altruísta. Muito deve ter sofrido por causa da filha e da irmã deficientes e do vício de cachaça do Giuseppe. Não sabemos, mas o certo é que, como tantas matronas dos primeiros tempos, enfrentou a vida em paridade de condições de homem, vivendo direitos e deveres femininos só mais tarde desfraldados. Certo, não em condições ideais, mas com todas as limitações que a época impunha, tanto a ela como às suas contemporâneas. Analfabeta, como a maioria [...] soube, no entanto, impor-se como uma das figuras que mais se distinguiram entre os imigrantes da região. No trabalho, na humildade, sem maiores pretensões, serviçal, tornou-se conhecida e estimada pelos moradores de todos os travessões, até dos Campos de Cima da Serra".
"A história de sofrimento e bravura de Anna Rech passou a representar todas as mulheres imigrantes, fossem elas jovens, casadas ou viúvas. Ela deveria se tornar um exemplo de inspiração para a população colonial. [...] A memória que a estátua da pioneira quer preservar é a do sofrimento, da força e heroicidade das imigrantes, algo que também é reforçado através do romance A Viagem de Anna Rech. A dramática história da camponesa miserável, viúva e com diversos filhos, que enfrenta tudo e todos para poder emigrar, e que se tornou a fundadora de um povoado no além-mar, representa aquilo que os descendentes de imigrantes italianos buscaram ressaltar enquanto características constituidoras da identidade da comunidade e do grupo".
"Na historiografia regional, Ana Rech é descrita como uma 'mãe destemida', uma 'católica fervorosa', 'benfeitora', 'cidadã prestativa' e fundadora da comunidade que carrega o seu nome. O percurso de vida da imigrante é destacado como um exemplo de fé, coragem e persistência, uma vez que abandonou a pátria a frente da família e enfrentou diversos obstáculos que o fenômeno migratório impunha às mulheres que partiam sem a companhia do marido".
Para a subprefeita de Ana Rech, Leônia Maria Bacchi Correa,
"A trajetória desta mulher corajosa e destemida diz bem mais que isto: Ela favoreceu a construção da 1ª igreja, dos colégios, loteou suas terras, entre outras firmes atitudes, abrindo caminho para muitas realizações e avanço. Mulher forte, cristã, altruísta, enfrentou a vida em paridade de condições com o homem, vivendo os direitos e deveres femininos que só bem mais tarde seriam desfraldados como bandeira de luta, de igualdade, de emancipação e de independência feminina. [...] Anna Rech foi uma daquelas mulheres que, no século passado, pouco a pouco foi construindo o ponto em que a mulher chegou hoje. Ajudou, como poucos o fizeram, a criar a consciência de que espaço deveria ter, na construção da sociedade, a participação feminina". 
Na Itália, homenagens foram concedidas à matriarca. Em Pedavena, sua cidade de origem, uma escola foi batizada com seu nome, e a própria cidade foi irmanada a Caxias do Sul pela lei nº 7.036/2009.
Em 2019, o deputado federal Pompeo de Mattos, propôs o projeto de lei nº 6.306 na Câmara dos Deputados objetivando declarar Ana Rech como a 'Patrona da Hotelaria Brasileira', por seu excepcional histórico também no auxílio logístico da região. Espera-se que o projeto, que já teve aprovação pela Comissão de Cultura (CCULT), vire lei até 2026, ano que marca o sesquicentenário da vinda da pioneira com sua família ao país.

## Família de Anna Rech

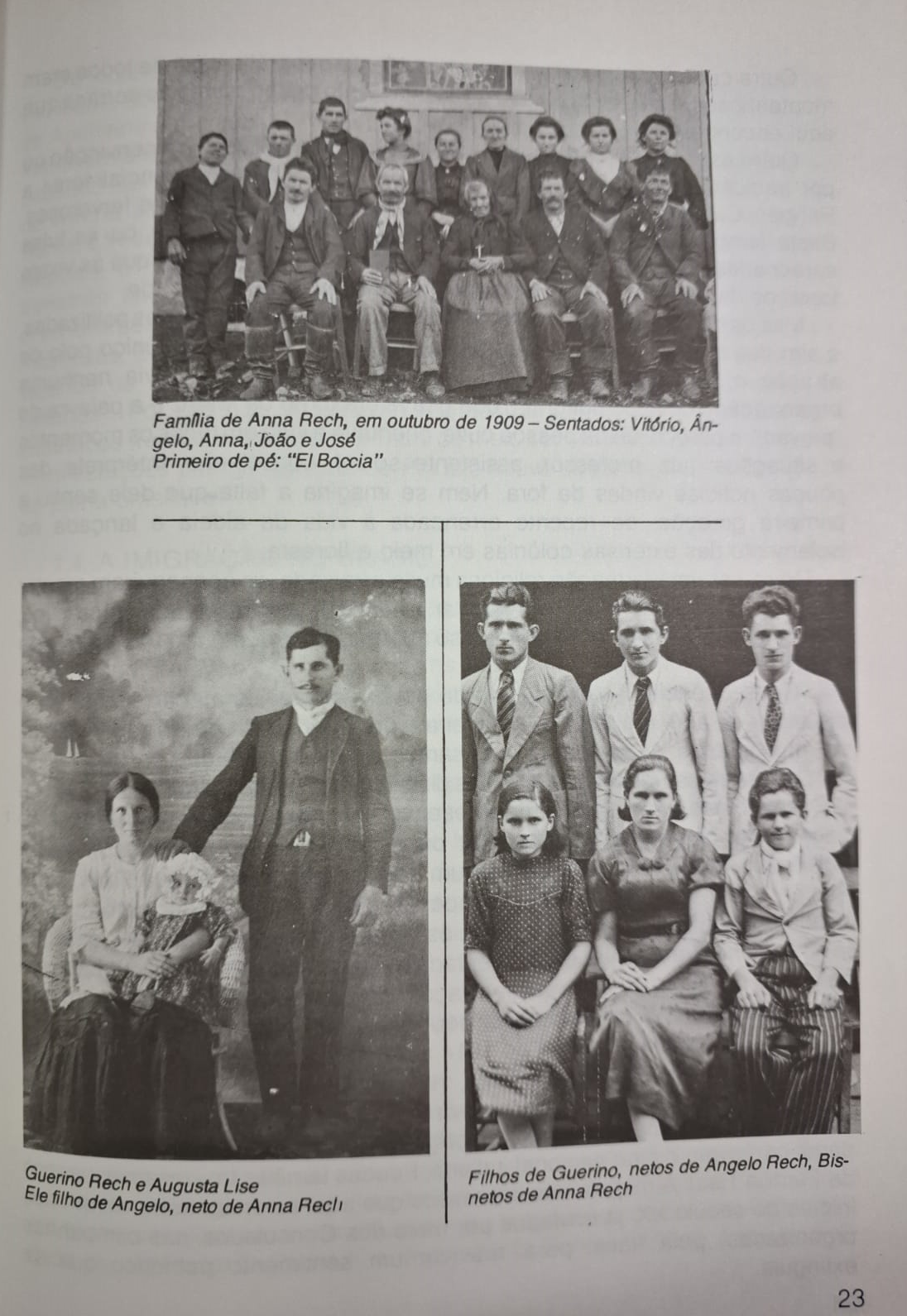
No Topo, Anna Rech, ao lado de filhos e noras (ao seu lado direito, o filho mais velho, Angelo). Abaixo o caçula de Angelo, Guerino Rech, e, ao lado, seus filhos até o mais novo no momento da foto, Quintino João Rech (início dos anos 30).

Os descendentes da fundadora Anna Maria Pauletti Rech dispersaram-se por todo país, estando, porém, a maior parte no Rio Grande do Sul. O Padre Anarrequence João Leonir Dall'Alba compilou - ao que pode com os recursos da época -, em seus três livros sobre a peregrina, a genealogia de Anna, em suas famílias Pauletti e Rech, dedicando um título específico para "Origens e Descendência de Anna Pauletti Rech".
Também o escritor anarrequence Mário Gardelin retoma a origem direta dos Rech de Anna até Bortolo de Rechis, nascido em 1420, em sua obra "Povoadores da Colônia de Caxias", elaborada ao lado do frade Capuchinho Rovílio Costa.
Anna Maria Pauletti Rech e Osvaldo Rech tiveram nove filhos. 1) Maria Teresa (15/09/1848 - 09/06/1868), casou em 5 de fevereiro de 1868 com Pietro Menegat, filho de Jacomo Menegat, que residia em Tornaolo. O segundo filho, mas primeiro dos sete que acompanharam a mãe, é 2) Angelo (06/09/1850). Este Angelo, alfabetizado, casará no Brasil. 3) Teresa (28/03/1853), deficiente. 4) Giuseppe (17/03/1855 - 18/03/1855); 5) Líbera (05/07/1856), também deficiente. 6) Giuseppe (03/10/1858). 7) Vittore (26/05/1861). 8) Maria Giovanna (22/06/1863). 9) Giovanni (15/05/1865).
Angelo aos 26 anos casou com a viúva Luigia (Luísa), cujo primeiro marido morrera durante a travessia do oceano. Viveu em Ana Rech. Muito ligado à Igreja, de que foi sacristão. Muitas vezes acompanhava os padres em suas viagens a cavalo pelo interior. João casou com Lúcia Buffon, filha de José Constanzo Buffon. Giovanna (Joana) casou com Antunes Custódio da Silva. Vitório (Vittore) era casado com Maria Balanzin. Cantava o enterro dos mortos em latim. Libera morreu solteira em 1933. Teresa faleceu por volta de 1920. José (Giuseppe) foi tropeiro  e faleceu antes de sua mãe.